# Nikita Wjatscheslawowitsch Sergejew
Nikita Wjatscheslawowitsch Sergejew (russisch Никита Вячеславович Сергеев; * 17. Oktober 1999 in Rusajewka) ist ein russischer Fußballspieler.

## Karriere

### Verein
Sergejew begann seine Karriere beim FK Krasnodar. Im Oktober 2017 spielte er erstmals für die Reserve von Krasnodar in der drittklassigen Perwenstwo PFL. Bis Saisonende kam er zu zwei Drittligaeinsätzen, mit Krasnodar-2 stieg er zu Saisonende in die Perwenstwo FNL auf. Im Juli 2018 gab er dann sein Zweitligadebüt. Im November 2018 stand er erstmals im Kader der ersten Mannschaft, für die er aber in jener Spielzeit noch nicht zum Einsatz kam. In der Saison 2018/19 absolvierte er 20 Zweitligaspiele für Krasnodar-2 und zwei Spiele in der PFL für das neu geschaffene Krasnodar-3.
Im März 2020 gab der Angreifer gegen den FK Ufa sein Debüt in der Premjer-Liga. In der Saison 2019/20 spielte er viermal im Oberhaus, zudem kam er bis zum COVID-bedingten Zweitligaabbruch zu 24 Einsätzen für Krasnodar-2. In der Saison 2020/21 spielte er bei den Profis keine Rolle und kam ausschließlich für Krasnodar-2 und Krasnodar-3 zum Einsatz, für die er 19 Mal in der FNL und dreimal in der PFL spielte. In der Saison 2021/22 kam Sergejew einmal in der Premjer-Liga zum Zug, in der zweiten Liga spielte er in 15 Partien. Nach der Saison 2021/22 verließ er Krasnodar.

### Nationalmannschaft
Sergejew spielte zwischen 2016 und 2017 13 Mal für russische Jugendnationalauswahlen.